# اس‌ام یو-۱۲۱
اس‌ام یو-۱۲۱ (به انگلیسی: SM U-121) یک زیردریایی بود که طول آن ۸۱٫۵۲ متر (۲۶۷٫۵ فوت) بود. این زیردریایی در سال ۱۹۱۸ ساخته شد.